# Arthur Boyd
Arthur Merric Bloomfield Boyd (24 de julio de 1920 - 24 de abril de 1999) fue uno de los principales pintores australianos de finales del siglo XX. El trabajo de Boyd abarca desde representaciones impresionistas del paisaje australiano hasta la figuración marcadamente expresionista, con muchos lienzos presentando ambas cosas. Varias obras famosas sitúan historias bíblicas en paisajes australianos, como La expulsión (1947-48), ahora en la Galería de Arte de Nueva Gales del Sur. Con una fuerte conciencia social, el trabajo de Boyd trata temas humanitarios y temas universales de amor, pérdida y vergüenza.
Boyd fue miembro del grupo de los Antipodeans, un grupo de pintores de Melbourne que también incluía a Clifton Pugh, David Boyd, John Brack, Robert Dickerson, John Perceval y Charles Blackman.
La dinastía artística de la familia Boyd incluye pintores, escultores, arquitectos y otros profesionales del arte, comenzando con la abuela de Boyd, Emma Minnie Boyd y su esposo Arthur Merric Boyd, el padre de Boyd, Merric Boyd y su madre, Doris; 'Ella era la columna vertebral de la familia', recordaba Boyd, "sin ella, toda la familia se habría desmoronado", los tíos Penleigh Boyd y Martin Boyd, y los hermanos Guy, David y Lucy. Su otra hermana Mary Boyd, también pintora, se casó primero con John Perceval, y luego con Sidney Nolan, ambos artistas. La esposa de Boyd, Yvonne Boyd (de soltera Lennie) también es pintora, al igual que sus hijos Jamie, Polly y Lucy.
En 1993, Arthur e Yvonne Boyd cedieron a la población australiana unas propiedades familiares de 1100 hectáreas en Bundanon, en el río Shoalhaven. Mantenido en fideicomiso, Boyd posteriormente donó más propiedades, obras de arte y los derechos de autor de todo su trabajo.